# ویکی اکسلی
ویکی اکسلی (انگلیسی: Vicky Exley؛ زادهٔ ۲۲ اکتبر ۱۹۷۵) یک بازیکن فوتبال است.
وی سابقه عضویت در تیم ملی فوتبال زنان انگلستان را داراست.